# Свети Атанасий (Айватово)
Вижте пояснителната страница за други значения на Свети Атанасий.
„Свети Атанасий“ (на гръцки: Αγίου Αθανασίου) е възрожденска църква в лъгадинското село Айватово, Гърция, седалище на Айватовското архиерейско наместничество на Лъгадинската, Литийска и Рендинска епархия.
Според запазения надпис църквата е построена в 1802 година. Представлява трикорабна базилика с трем на юг. Храмът има забележителен дърворезбован иконостас с икони от XVIII и XIX век. В светилището са запазени стенописи.
Църквата е обявена за исторически паметник в 1980 година.